# Gone (film 2012)
Gone è un film del 2012 diretto da Heitor Dhalia.
Film thriller statunitense, sceneggiato da Allison Burnett, con protagonista Amanda Seyfried. 
Si tratta dell'ultimo film distribuito nelle sale cinematografiche da Summit Entertainment, prima che Lions Gate Entertainment ne assumesse la distribuzione.

## Trama
Jillian "Jill " Conway vive a Portland, in Oregon, con la sorella Molly, studentessa di economia al college. Tempo addietro Jill era stata rapita da un brutale serial killer che l'aveva messa in una profonda fossa nascosta nei 5100 acri di Forest Park, il parco più famoso della città. Durante la prigionia Jill scopre dei resti umani, all'interno della propria prigione, rimanendone traumatizzata. Terrorizzata riesce a ferire il proprio rapitore (con un osso rotto preso da una delle donne uccise in precedenza) riuscendo quindi a fuggire. Nessuno crede a Jill che viene sottoposta invece a trattamenti psichiatrici.
Un anno dopo, Jill lavora come cameriera in un ristorante locale durante il turno di notte. Lei e l'amica Sharon Ames servono un cliente abituale. Tornando a casa dal turno, Jill  scopre che Molly è scomparsa. Anche il ragazzo della sorella, Billy, non ha notizie. Jill, terrorizzata, è convinta che il mostro sia tornato e abbia rapito Molly.
Il luogotenente Ray Bozeman, il sergente Powers e il detective Erica Lonsdale respingono le sue richieste di aiuto e non le credono. Viene invece creduta dal detective Peter Hood.
Jill cerca informazioni dai suoi vicini di casa e viene a sapere che un furgone era parcheggiato davanti all'abitazione di notte. Rintraccia l'azienda a cui appartiene, riuscendo a parlare con il proprietario Henry Massey e il figlio Nick. Quando Nick afferma titubante di non essere a conoscenza di nulla, Jill si insospettisce e cerca nel furgone, dove trova la ricevuta di un negozio di ferramenta. Per ottenere ulteriori informazioni allora minaccia Nick con una pistola, il quale, costretto, le rivela di aver noleggiato il furgone ad uno sconosciuto di nome "Wanga" per la notte.
A questo punto la polizia è in allarme per il pericolo potenziale rappresentato da Jill, creduta pazza e armata. Jill raggiunge il negozio di ferramenta, dove scopre il vero nome di Wanga: Jim LaPointe. Dal negoziante ottiene anche il nome dell'hotel al quale Jim dovrebbe trovarsi. Ricercata, Jill si dirige verso l'hotel e irrompe nella stanza di LaPointe, dove scopre vari strumenti di tortura ed un pacchetto di cerini del ristorante nel quale lavora. Capisce quindi che LaPointe è davvero l'assassino e che lei, come invece volevano tutti farle credere, non è una pazza.
Jill si reca da Sharon, la collega, e viene a sapere che LaPointe è il cliente abituale della tavola calda. Da lei Jill ottiene il numero di telefono di LaPointe. Riuscita a farsi prestare l'auto da Sharon, Jill quindi chiama LaPointe, che le dà indicazioni per incontrarsi in un luogo oscuro a Forest Park. Jill individua un accampamento nel quale trova le fotografie delle donne uccise da LaPointe.
Nel frattempo, Molly si sveglia e riesce a rompere il nastro adesivo che la teneva legata, fuggendo: scopriamo così che Molly non è mai stata rapita, ma che era nascosta nella propria abitazione per tutto il tempo. Il piano del maniaco era infatti riuscire ad incastrare nuovamente Jill, per poter finire ciò che aveva cominciato. La polizia, sentita la storia di Molly, finalmente crede anche a Jill.
Nel frattempo Jill scopre il luogo nel quale era stata confinata anni prima dall'omicida. A seguito di una veloce colluttazione nella quale la ragazza ha la meglio (essendo armata), uccide il proprio rapitore dandogli fuoco, mentre giaceva ferito nella fossa. Tornata a casa propria, Jill riabbraccia la sorella, confessandole sottovoce di aver ammazzato LaPointe. Alla polizia dirà di essersi inventata ogni cosa.
Il film termina con una breve scena nella quale vediamo le foto delle ragazze uccise da Lapointe essere recapitate alla polizia, insieme ad una mappa che indica come raggiungere il luogo degli omicidi.

## Distribuzione
È stato distribuito negli Stati Uniti il 24 febbraio 2012, mentre in Italia esce direttamente in DVD nel dicembre dello stesso anno.

### Divieti
Negli Stati Uniti il film è stato valutato PG-13. In Germania, FSK ab 16 (dai 16 anni).
L'Italia non ha indicato divieti, nemmeno sul DVD.

## Accoglienza
Il film ha ottenuto recensioni negative da parte della critica e scarsi profitti al box office.